# Neasa Ní Chianáin
Pour les articles homonymes, voir Chianáin.
Neasa Ní Chianáin, est une cinéaste et documentariste de nationalité irlandaise.

## Biographie
Neasa Ní Chianáin se forme au National College of Art & Design de Dublin. Elle se consacre dans un premier temps à des études dans la conception textile, avant d'embrasser une carrière dans la publicité et la direction artistique en tant qu'indépendante. En 1999, elle travaille comme directrice artistique sur le court métrage Dilemmas de Alan Maher et David Rane, avant de se consacrer entièrement à la réalisation.

## Carrière professionnelle
En 2001, après avoir travaillé sur des projets cinématographiques et télévisés tels All Soul’s Day, Angela’s Ashes, A Love Divided ou Rebel Heart, la cinéaste irlandaise dirige son premier documentaire No Man's Land. En 2003, l'immersion de Neasa Ní Chianáin dans le quotidien de Frank Ned & Busy Lizzie suscite des reconnaissances à l'international. Le film est lauréat du Bronze Torc Award du meilleur documentaire au Celtic Film and Television Festival à Dundee en 2004.
Malgré les récompenses, la réalisatrice crée la controverse en 2007 avec la sortie de Fairytale of Kathmandu. Le documentaire porte sur les visites du poète Cathal Ó Searraigh au Népal au cours desquelles il entretient des relations intimes avec des garçons de 16 ans ou plus. Si l'âge du consentement sexuel au Népal est de 16 ans, des questions morales et éthiques persistent quant aux rapports liés au pouvoir, à l'argent et à toutes autres formes de coercition. 
Dans The Stranger, Neasa Ni Chianain réalise un portrait évocateur de Neal MacGregor, un créateur de bijoux qui a tourné le dos au monde et a terminé ses jours seul dans une cabane en pierre sur une île irlandaise inaccessible. Le documentaire est sélectionné au Festival du film de Locarno en août 2014. 
En 2016, In Loco Parentis (School Life) est présenté en première mondiale lors du Festival international du film documentaire d'Amsterdam (IDFA). Il est ensuite retenu dans la section World Cinema Documentary au festival nord-américain du film de Sundance en janvier 2017. Le film explore une année dans la vie d'Headfort School, le dernier pensionnat primaire d'Irlande pouvant accueillir des enfants de 7 à 13 ans. Une année dans la vie de deux enseignants passionnés et inspirants, l'un tourné vers la musique, le latin et les mathématiques, l'autre entièrement consacrée à la littérature. John et Amanda Leyden se sont rencontrés dans la vingtaine, se sont mariés et ont vécu leur vie sur les terrains de l'école. Entre les murs de cette bâtisse historique, les professeurs parlent rock'n'roll, mariage homosexuel et joie de la lecture. Un film sur la transmission et le partage envers les jeunes générations.
Depuis 2006, Neasa Ní Chianáin est codirectrice avec David Rane, producteur et co-réalisateur d'une partie de ses productions, du Guth Gafa International Documentary Festival en Irlande.

## Filmographie
- 2001 : No Man's Land
- 2003 : Gods, Faeries & Misty Mountains
- 2004 : Brian Ag Bru
- 2004 : Frank Ned & Busy Lizzie
- 2005 : Little Soldiers of Irish
- 2005 : The Poet, the Shopkeeper and Babu
- 2007 : Fairytale of Kathmandu
- 2007 : Ri Na Gcnoc
- 2008 : Dorn Lan Duil
- 2014 : The Stranger
- 2016 : In Loco Parentis (School Life)

## Récompenses et distinctions
Parmi une sélection non exhaustive :
- 2004 : Bronze Torc Award du meilleur documentaire, Frank Ned & Busy Lizzie, Celtic Film and Television Festival, Dundee, Écosse
- 2004 : 2e prix, compétition du meilleur documentaire, Frank Ned & Busy Lizzie, Galway Film Fleadh, Irlande
- 2008 : Prix du meilleur documentaire, Fairytale of Kathmandu, Festival international du film gay & lesbien de Barcelone, Espagne
- 2008 :  Prix du jury de la meilleure réalisatrice, Fairytale of Kathmandu, Festival international du film indépendant d'Ourense, Espagne
- 2017 : Golden Gate Award, prix du jury du meilleur documentaire, In Loco Parentis, Festival international du film de San Francisco, États-Unis
- 2017 : Prix du public pour le meilleur film dans la section Grand Angle, In Loco Parentis, Festival du cinéma documentaire Visions du Réel à Nyon, Suisse